# Axinandra
Axinandra là một chi thực vật thuộc họ Crypteroniaceae. Chi này có các loài sau:
- Axinandra zeylanica, Thwaites

Bản mẫu:Incompletelist